# Adrani
Adrani (izvirno srbsko Адрани) je naselje v Srbiji, ki upravno spada pod Občino Kraljevo; slednja pa je del Raškega upravnega okraja.

## Demografija
V naselju, katerega izvirno (srbsko-cirilično) ime je Адрани, živi 1778 polnoletnih prebivalcev, pri čemer je njihova povprečna starost 41,2 let (40,9 pri moških in 41,4 pri ženskah). Naselje ima 677 gospodinjstev, pri čemer je povprečno število članov na gospodinjstvo 3,25.
To naselje je, glede na rezultate popisa iz leta 2002, večinoma srbsko, a v času zadnjih 3 popisov je opazen porast števila prebivalcev.
|  |

| Demografija | Demografija     | Demografija     |
| Leto        | Št. prebivalcev | Št. prebivalcev |
| ----------- | --------------- | --------------- |
|             |                 |                 |
|             |                 |                 |
|             |                 |                 |
|             |                 |                 |
| 1948        | 1291            |                 |
| 1953        | 1370            |                 |
| 1961        | 1537            |                 |
| 1971        | 1709            |                 |
| 1981        | 1899            |                 |
| 1991        | 2065            | 2029            |
| 2002        | 2257            | 2198            |
|             |                 |                 |

| Etnična sestava po popisu iz leta 2002 | Etnična sestava po popisu iz leta 2002 | Etnična sestava po popisu iz leta 2002 | Etnična sestava po popisu iz leta 2002 | Etnična sestava po popisu iz leta 2002 |
| -------------------------------------- | -------------------------------------- | -------------------------------------- | -------------------------------------- | -------------------------------------- |
| Srbi                                   | Srbi                                   |                                        | 2.179                                  | 99,13%                                 |
| Črnogorci                              | Črnogorci                              |                                        | 10                                     | 0,45%                                  |
| Hrvati                                 | Hrvati                                 |                                        | 3                                      | 0,13%                                  |
| Neznano                                | Neznano                                |                                        | 3                                      | 0,13%                                  |